# Edeldorf
Edeldorf ist ein Gemeindeteil von Theisseil im Landkreis Neustadt an der Waldnaab in Bayern.

## Lage
Das Dorf liegt nordwestlich des Kernortes Theisseil. Westlich des Ortes fließt die Waldnaab, östlich verläuft die Kreisstraße NEW 27.

## Geschichte
Am 1. Juli 1972 wurden die Gemeinde Edeldorf mit Theisseil und Wilchenreuth mit den zuvor selbständigen Gemeinden Letzau und Roschau zur Gemeinde Theisseil zusammengeschlossen.

## Sehenswürdigkeiten

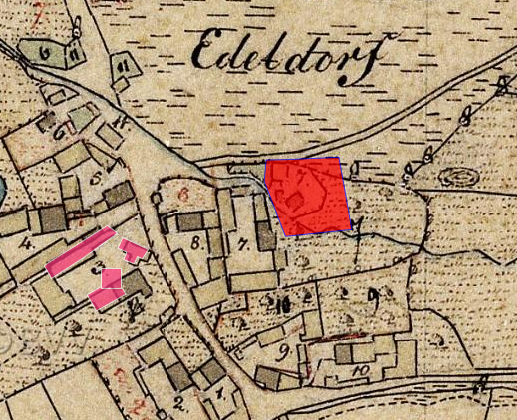
Turmhügel Edeldorf

## Einwohnerentwicklung in Edeldorf ab 1817
| Jahr | Einwohner | Gebäude |
| ---- | --------- | ------- |
| 1817 | 109       | 11      |
| 1861 | 107       | k. A.   |
| 1871 | 114       | 71      |
| 1885 | 94        | 14      |
| 1900 | 97        | 14      |
| 1925 | 95        | 12      |

| Jahr | Einwohner | Gebäude |
| ---- | --------- | ------- |
| 1950 | 98        | 13      |
| 1961 | 68        | 12      |
| 1970 | 80        | k. A.   |
| 1987 | 175       | 45      |
| 2011 | 170       | k. A.   |